# André Heller (volley-ball)
Pour les articles homonymes, voir André Heller et Heller.
André Heller est un joueur de volley-ball brésilien né le 17 décembre 1975 à Novo Hamburgo (Rio Grande do Sul). Il mesure 1,99 m et joue central. Il totalise 153 sélections en équipe du Brésil.

## Clubs
| Club             | Pays   | De        | À         |
| ---------------- | ------ | --------- | --------- |
| SG Novo Hamburgo | Brésil | 1994-1995 | 1994-1995 |
| SC Ulbra         | Brésil | 1995-1996 | 1998-1999 |
| Minas TC         | Brésil | 1999-2000 | 1999-2000 |
| Unisul EC        | Brésil | 2000-2001 | 2003-2004 |
| Trentino Volley  | Italie | 2004-2005 | 2006-2007 |
| Pallavolo Modène | Italie | 2007-2008 | 2007-2008 |
| Minas TC         | Brésil | 2008-2009 | 2009-2010 |
| Brasil VC        | Brésil | 2010-2011 | 2013-2014 |

## Palmarès
- En club
  - Championnat du Brésil : 1995, 1997, 1998, 1999, 2000, 2004

- En équipe nationale du Brésil
  - Jeux olympiques : 2004
  - Ligue mondiale : 2001, 2003, 2004, 2005
  - Championnat d'Amérique du Sud : 1999, 2005